# ジャック・ターナー (映画監督)
ジャック・ターナー（Jacques Tourneur, 1904年11月12日 - 1977年12月19日）は、フランス系アメリカ人の映画監督である。『キャット・ピープル』や『過去を逃れて』を手がけたことで知られている。「ジャック・トゥールヌール」「ジャック・トゥルヌール」と表記されることもある。

## 経歴
1904年11月12日、パリに生まれる。
1914年にアメリカ合衆国へ渡り、父親のモーリス・トゥールヌールの監督作品でスクリプターを務める。1928年にフランスへ戻ってからは、モーリスの監督作品で編集や助監督を務めた。1931年、『Tout ça ne vaut pas l'amour』で映画監督デビューを果たす。
1934年、ハリウッドへ渡る。1935年、MGM製作の『The Winning Ticket』と『A Tale of Two Cities』で第2班監督を務める。その後、短編映画や低予算のB級映画を監督する。
MGMを去ったターナーは、1942年、ヴァル・リュートンが新たに立ち上げたRKOの製作部門にて、ホラー映画『キャット・ピープル』を監督する。同作は興行的な成功を収め、1943年には、再びリュートンと組んで『私はゾンビと歩いた!』と『レオパルドマン 豹男』を手がけた。1947年、フィルム・ノワール『過去を逃れて』を監督する。1948年、RKOとの契約が満了する。
1950年代後半に入り、テレビを中心に活動する。『マラソンの戦い』や『深海の軍神』などの映画を手がけたのちに引退し、フランスへ戻る。
1977年12月19日、ベルジュラックにて死去。

## フィルモグラフィー

### 長編映画
- トト Toto （1933年）
- Pour être aimé （1933年）
- Les Filles de la concierge （1934年）
- They All Come Out （1939年）
- Nick Carter, Master Detective （1939年）
- Phantom Raiders （1940年）
- Doctors Don't Tell （1942年）
- キャット・ピープル Cat People （1942年）
- 私はゾンビと歩いた! I Walked with a Zombie （1943年）
- レオパルドマン 豹男 The Leopard Man （1943年）
- 炎のロシア戦線 Days of Glory （1944年）
- 恐ろしき結婚 Experiment Perilous （1945年）
- インディアン渓谷 Canyon Passage （1946年）
- 過去を逃れて Out of the Past （1947年）
- ベルリン特急 Berlin Express （1948年）
- 妻ゆえに Easy Living （1949年）
- 快傑ダルド The Flame and the Arrow （1950年）
- Stars in My Crown （1950年）
- 黒い傷 Circle of Danger （1951年）
- 女海賊アン Anne of the Indies （1951年）
- 草原の追跡 Way of a Gaucho （1952年）
- 地獄の道連れ Appointment in Honduras （1953年）
- Stranger on Horseback （1955年）
- 法律なき町 Wichita （1955年）
- 硝煙 Great Day in the Morning （1956年）
- Nightfall （1957年）
- 悪魔の呪い Night of the Demon （1957年）
- 恐怖を売る男達 The Fearmakers （1958年）
- マラソンの戦い The Giant of Marathon （1959年）
- 熱砂の風雲児 Timbuktu （1959年）
- モホーク討伐隊 Frontier Rangers （1959年）
- The Comedy of Terrors （1964年）
- 深海の軍神 War-Gods of the Deep （1965年）

### 短編映画
- Tout ça ne vaut pas l'amour （1931年）
- Romance of Radium （1937年）
- The Man in the Barn （1937年）

### テレビ
- 壮烈!西部遊撃隊 Northwest Passage （1958年）
- ボナンザ Bonanza （1960年）
- Adventures in Paradise （1962年）
- ミステリーゾーン Mystery Zone （1964年）
- T.H.E. Cat （1966年）

## 関連文献
- Fujiwara, Chris (1998). Jacques Tourneur: The Cinema of Nightfall. McFarland & Company. ISBN 9780786404919